# Пјан ди Лукио (Пезаро и Урбино)
Пјан ди Лукио је насеље у Италији у округу Пезаро и Урбино, региону Марке.
Према процени из 2011. у насељу је живело 9 становника. Насеље се налази на надморској висини од 584 м.